# Horný Tisovník
Horný Tisovník és un poble i municipi d'Eslovàquia que es troba a la regió de Banská Bystrica.

## Història
La primera menció escrita de la vila es remunta al 1573.

## Demografia
| Godina             | 1994 | 2004    | 2014    | 2024  |
| ------------------ | ---- | ------- | ------- | ----- |
| Nombre de persones | 325  | 243     | 200     | 189   |
| Diferència         |      | −25,23% | −17,69% | −5,5% |

| Godina             | 2023 | 2024   |
| ------------------ | ---- | ------ |
| Nombre de persones | 186  | 189    |
| Diferència         |      | +1,61% |